# Eleição municipal de Mogi das Cruzes em 2016
A eleição municipal de Mogi das Cruzes em 2016, ocorreu no dia 2 de outubro de 2016, para eleger o prefeito, o vice-prefeito e 23 vereadores. A cidade fica localizada na Região Metropolitana de São Paulo, no Brasil. Mogi possui 429.321 habitantes, 296.932 eleitores, sendo que no ano de 2016, 240.669 desses eleitores foras às urnas.
O prefeito eleito foi Marcus Melo do PSDB,  com 129.765 votos válidos (sendo assim 64,34% dos votos). O candidato, que se elegeu para o cargo pela primeira vez, tinha mais dois adversários, Luiz Carlos Gondim do partido SD, que ficou em segundo lugar com 32,03% dos votos e Miguel Bombeiro do PMN, ficando em terceiro e último lugar, com 3.63% dos votos. O vice-prefeito eleito na chapa de Marcus Melo foi Juliano Abe também do PSDB.
Já nas eleições para vereador, o mais votado foi Caio Cunha do PV, com 5.788 votos. Entre mais de 100 candidatos para vereador, 23 foram os mais votados e escolhidos para ocupar o cargo.

## Antecedentes
Na eleição municipal de 2012, o prefeito eleito foi Marco Bertaiolli do Partido Social Democrático (PSD). Esse foi o seu segundo mandato, após vencer também as eleições de 2008. Ele foi reeleito com 80% dos votos válidos, no primeiro turno.Os outros três adversários eram, Marco Soares, do PT, com 13,97% dos votos válidos, Fernando Muniz do PPS, com 2,41% e Mario Berti, do PCB, com 1,42%. O vice-prefeito foi Jose Antonio Cuco Pereira do PSDB.
Mogi das Cruzes foi um dos 490 municípios vencidos pelo PSD. A disputa para as vagas na Câmara Municipal de Mogi das Cruzes envolveu a participação de 443 candidatos. O candidato mais bem votado foi o vereador Juliano Abe, que obteve 5.923 votos.

## Eleitorado
Mogi das Cruzes tem 429.321 habitantes, sendo a mais populosa do Alto Tietê.  As mulheres são a maioria do eleitorado da cidade, com 155.852 votantes, contra 140.645 homens. Entre os votantes, 6.479 são analfabetos e 1.658 são menores de 18 anos. A cidade tem três zonas eleitorais, subdivididas em 835 seções. No total foram 296.932 eleitores.

## Candidatos
Foram três candidatos á prefeitura de Mogi das Cruzes em 2016: Marcus Melo do PSDB, Luiz Carlos Gondim do partido SD e Miguel Bombeiro do PMN.
| Candidato(a)    | Vice                     | Partido | Coligação |
| --------------- | ------------------------ | ------- | --- |
| Marcus Melo     | Juliano Abe              | PSDB    | "Mogi de Todos Nós" (PSDB / PSD / PMDB / PP / PR / PSB / DEM / PRB / PDT / PSC / PC do B / PPS / PV / PHS / PSL / REDE) |
| Gondim          | Marcelo Braz             | SD      | "Mogi pode mais" (SD / PROS / PT / PRTB / PTB / PSDC / PMB / PTN)                                                       |
| Miguel Bombeiro | Dieharth Diego Aparecido | PMN     | PMN |

## Campanha
O prefeito eleito, Marcus Melo iniciou sua carreira na administração pública em 2009, ao assumir a direção do Semae. Ele é representante da coligação "Mogi de Todos Nós". Ele trabalhou por oito anos com o ex prefeito da cidade, o que o possibilitou captar um maior conhecimento sobre a benfeitorias necessárias em Mogi. Por estar nesse meio, sua popularidade já era grande. Ele iniciou sua campanha justificando o fato de ter se candidato pelo amor que tem pela cidade, e que seu maior objetivo é continuar com o trabalho do ex prefeito, que, no caso era muito bem aceito pela população mogiana, ele tratou isso como "continuidade de uma boa gestão". Sua campanha durou 45 dias, Marcos andou muito por Mogi, levantando possíveis soluções para a população mogiana.
O segundo colocado, Luiz Carlos Gondim, afirmou após saber que não seri o prefeito, que a campanha foi difícil, com pouca condição financeira, mas foi uma campanha limpa, e que ainda chegaram  em todos os bairros e viram de perto o que a população está precisando. Ele havia falado em sua campanha sobre a necessidade de  mais uma EMEF de Jundiapeba e Brás Cubas e para as pessoas com necessidades especiais fisioterapeutas, psicólogos e neurologista.
O terceiro colocado, Miguel Bombeiro, defendeu durante sua campanha a criação de uma maternidade e de uma UTI neonatal no Hospital Municipal de Brás Cubas. Outra proposta do candidato, foi a implantação de creches 24 horas na cidade, em áreas próximas a estações ferroviárias.

## Resultados

### Prefeito
No dia 2 de outubro de 2016, Marcus Melo doi eleito com 64,34% dos votos.
| Candidato               | 1º Turno 2 de outubro de 2016 | 1º Turno 2 de outubro de 2016 |
| Candidato               | Votação                       | Votação                       |
|                         | Total                         | Porcentagem                   |
| ----------------------- | ----------------------------- | ----------------------------- |
| Marcus Melo (PSDB)      | 129.765                       | 64,34%                        |
| Luiz Carlos Gondim (SD) | 64,604                        | 32,03%                        |
| Miguel Bombeiro (PMN)   | 7,325                         | 3.63%                         |
| Total de votos válidos  | 187.535                       | 91,93%                        |
| Votos em branco         | 5.504                         | 2,69%                         |
| Votos nulos             | 10.937                        | 5,36%                         |
| Total                   | 429.321                       | 100%                          |
| Abstenções              | 56.263                        | 18,95%                        |
| Total de eleitores      | 296.932                       | 100%                          |

### Vereador
Dos 108 candidatos que disputaram a eleição para vereador em Mogi das Cruzes, apenas 23 atingiram o quociente eleitoral necessário para se eleger. O PSD foi o partido que mais elegeu vereadores - cinco, ao todo.
| Candidatos eleitos      | Partido | Número | Votos |
| Caio Cunha              | PV      | 43777  | 5788  |
| Edson Santos            | PSD     | 55000  | 4750  |
| Antonio Lino            | PSD     | 55555  | 4143  |
| Mauro Araujo            | PMDB    | 15999  | 3848  |
| Chico Bezerra           | PSB     | 40123  | 3808  |
| Maurinho do Despachante | PSDB    | 45678  | 3747  |
| Clodoaldo de Moraes     | PR      | 22500  | 3371  |
| Farofa                  | PR      | 22999  | 3135  |
| Pedro Komura            | PSDB    | 45645  | 3116  |
| Pastor Carlos Evaristo  | PSD     | 55655  | 2899  |
| Protássio Nogueira      | PSD     | 55123  | 2888  |
| Sadao Sakai             | PR      | 22555  | 2860  |
| Claudio Miyake          | PSDB    | 45123  | 2836  |
| Otto Rezende            | PSD     | 55300  | 2822  |
| Dr. Pericles            | PR      | 22300  | 2713  |
| Marcos Furlan           | DEM     | 25555  | 2665  |
| Taubaté                 | PMDB    | 15123  | 2591  |
| Cuco Pereira            | PSDB    | 45555  | 2446  |
| Rodrigo Valverde        | PT      | 13000  | 1859  |
| Iduigues Martins        | PT      | 13800  | 1836  |
| Jean Lopes              | PC do B | 65123  | 1825  |
| Diegão                  | PMDB    | 15555  | 1533  |
| Fernanda Moreno         | PV      | 43999  | 1200  |

## Análise
A vitória de Marcus Melo foi uma surpresa para ele, já que era sua primeira tentativa como candidato à prefeito da cidade. Em entrevista à emissora local ele disse: " "Emocionado. Estou muito feliz. Queria agradecer todas as pessoas que votaram na nossa equipe. É um trabalho das pessoas que amam Mogi. Eu amo a minha cidade. Vou trabalhar muito. Meu compromisso é trabalhar por todas e todos os mogianos", disse Melo.
Desde do início o candidato Miguel Bombeiro, foi fraco. A população não demonstrou interesse por ele, consequentemente não conseguiu subir nas pesquisas.